# Cornicularius
Il cornicularius (pl. latino cornicularii) era un soldato dell'esercito romano a capo dell'ufficio amministrativo, che si occupava dell'amministrazione e dell'archiviazione dei documenti legionari, ausiliari, della guardia pretoriana o della marina militare. Faceva parte della categoria dei principales, ovvero di quei sottufficiali appartenenti al gruppo dei duplicarii. Il nome deriverebbe da due piccole corna che aveva poste sull'elmo.

## Funzione
C'erano almeno cinque posizioni all'interno degli uffici amministrativi militari riguardanti la posizione del cornicularius. Si trattava di cinque differenti livelli:
- Cornicularius centuriae o cornicularius centurionis principis: curava l'amministrazione di una centuria sia all'interno di una legione romana sia delle truppe ausiliarie;
- Cornicularius tribuni:[7] a capo dell'ufficio di una singola coorte[8] legionaria[9] o ausiliaria;[2]
- Cornicularius praefecti: agli ordini del prefetto del pretorio,[3] di quello dei vigili,[10] di quelli della flotta di Miseno[4] e Ravenna,[5] di una coorte ausiliaria[11] o di un'intera legione;[12]
- Cornicularius praesidis[13] o cornicularius procuratori Augusti:[14] agli ordini di un procurator Augusti provinciale;
- Cornicularius legati legionis: agli ordini di un legatus legionis;[15]
- Cornicularius legati pro praetore legionis[16] o cornicularius consularis:[17] agli ordini del legatus Augusti pro praetore, e quindi a capo di almeno una legione.[16]

In aggiunta, sembra vi fossero altre funzioni per le quali il cornicularius potrebbe essere stato utilizzato come commissario di bordo o tesoriere.
Il cornicularius, in qualità di sottufficiale, poteva accedere al grado superiore di ufficiale dell'esercito, come decurione di un'Ala di cavalleria/coorte equitata o come centurione legionario. Un'iscrizione riporta che un cornicularius era stato in precedenza beneficiarius sesquiplicarius, poi promosso al grado di optio. Avevano, infine, una paga del doppio (duplicarius) rispetto ai normali miles-legionari.